# Qazaqstan Prem'er Ligasy 2019
La Qazaqstan Prem'er Ligasy 2019 è stata la 28ª edizione della massima divisione del calcio kazako. La stagione è iniziata il 9 marzo 2019 e si è conclusa il 10 novembre 2019. L'Astana ha vinto il campionato per la sesta volta nella sua storia.

## Stagione

### Novità
Al termine della stagione 2018 sono retrocesse in Birinşi Lïga l'Aqjaıyq e il Qyzyljar. Dalla Birinşi Lïga sono promosse l'Oqjetpes, primo classificato, e il Taraz, secondo classificato.

### Formula
Le 12 squadre partecipanti si affrontano tre volte, per un totale di 33 giornate.

La squadra campione del Kazakistan ha il diritto a partecipare alla UEFA Champions League 2020-2021, partendo dal primo turno di qualificazione.

Le squadre classificate al secondo e terzo posto sono ammesse alla UEFA Europa League 2020-2021, partendo dal primo turno di qualificazione, assieme alla vincitrice della Coppa nazionale.

La terzultima classificata gioca lo spareggio con la terza classificata della Birinşi Lïga, mentre l'ultima e la penultima classificata retrocedono direttamente in Birinşi Lïga.

## Squadre partecipanti
| Club              | Stagione | Città       | Stadio                       | Stagione precedente         |
| ----------------- | -------- | ----------- | ---------------------------- | --------------------------- |
| Aqtöbe            |          | Aqtöbe      | Stadio Centrale              | 7º posto in Prem'er Ligasy  |
| Astana            | dettagli | Nur-Sultan  | Astana Arena                 | Campione del Kazakistan     |
| Atyrau            |          | Atyrau      | Stadio Munajši               | 9º posto in Prem'er Ligasy  |
| Ertis             |          | Pavlodar    | Stadio Centrale              | 10º posto in Prem'er Ligasy |
| Jetisý            |          | Taldıqorğan | Stadio Ortalıq Jetisu        | 6º posto in Prem'er Ligasy  |
| Oqjetpes          |          | Kökşetaw    | Stadio Oqjetpes              | 1º posto in Birinşi Lïga    |
| Ordabasy          |          | Šymkent     | Stadio Qajımuqan Muñaýtpasov | 4º posto in Prem'er Ligasy  |
| Qairat            |          | Almaty      | Stadio Centrale              | 2º posto in Prem'er Ligasy  |
| Qaisar            |          | Qyzylorda   | Stadio Gany Muratbayev       | 5º posto in Prem'er Ligasy  |
| Shahter Qaraǵandy |          | Qaraǧandy   | Stadio Şaxter                | 8º posto in Prem'er Ligasy  |
| Taraz             |          | Taraz       | Stadio Centrale              | 2º posto in Birinşi Lïga    |
| Tobyl             |          | Qostanay    | Stadio Centrale              | 3º posto in Prem'er Ligasy  |

## Allenatori e primatisti
| Squadra          | Allenatore                                                                | Giocatore più presente (tra parentesi il numero delle presenze) | Capocannoniere (tra parentesi il numero dei gol segnati) |
| ---------------- | ------------------------------------------------------------------------- | --------------------------------------------------------------- | -------------------------------------------------------- |
| Aqtöbe           | Aljaksandr Sjadnëŭ                                                        | Aslanbek Kákimov (33)                                           | Abat Aýımbetov (16)                                      |
| Astana           | Roman Hryhorčuk                                                           | Roman Mýrtazaev (32)                                            | Marin Tomasov (19)                                       |
| Atıraw           | Viktor Kumykov (1ª-7ª) Qwanış Qwandulov (8ª) Aleh Dulub (9ª-33ª)          | Qýanysh Qalmuratov (31)                                         | Islamnur Abdulavov (5)                                   |
| Ertis            | Dimităr Dimitrov (1ª-8ª) Sergeý Klimov (9ª-13ª) Milan Milanović (14ª-33ª) | Patrik Hidi (33)                                                | Jérémy Manzorro (6)                                      |
| Jetisw           | Dmïtrïý Ogaý                                                              | Ruslan Stepanjuk (32)                                           | Martin Tošev (9)                                         |
| Oqjetpes         | Andreı Karpovıch                                                          | Il'ya Kalïnïn (31)                                              | Milan Stojanović (7)                                     |
| Ordabası         | K'akhaber Tskhadadze                                                      | Pablo Fontanello (33)                                           | João Paulo (15)                                          |
| Qaýrat           | Aljaksej Špileŭski                                                        | Stas Pokatïlov Dino Mikanović (31)                              | Aderinsola Eseola (19)                                   |
| Qaýsar           | Stojčo Mladenov                                                           | Ivan Graf Aleksandr Marochkın Asqat Tağıbergen (30)             | Tigran Barseghyan (12)                                   |
| Şaxter Qaraǧandy | Nikolaj Kostov                                                            | Artem Baranovs'kyj Ivan Pešić Igor' Şackïý (33)                 | Ivan Pešić Sergei Zenjov (8)                             |
| Taraz            | Vaxïd Masudov (1ª-25ª) Nurmat Mïrzabayev (26-33ª e play-out)              | Nemanja Subotić (32)                                            | Elguja Lobjanidze Serge Nyuiadzi (8)                     |
| Tobıl            | Vladimir Gazzaev (1ª-19ª) Nurbol Jumasqalıev (20ª-33ª)                    | Maxïm Fedïn (33)                                                | Azat Nurğalïyev (10)                                     |

## Classifica finale
|                       | Pos. | Squadra           | Pt | G  | V  | N | P  | GF | GS | DR  |
| --------------------- | ---- | ----------------- | -- | -- | -- | - | -- | -- | -- | --- |
| Kazakistan (bandiera) | 1.   | Astana            | 69 | 33 | 22 | 3 | 8  | 67 | 28 | +39 |
|                       | 2.   | Qairat            | 68 | 33 | 22 | 2 | 9  | 65 | 32 | +33 |
|                       | 3.   | Ordabasy          | 65 | 33 | 19 | 8 | 6  | 52 | 24 | +28 |
|                       | 4.   | Tobyl             | 63 | 33 | 19 | 6 | 8  | 45 | 27 | +18 |
|                       | 5.   | Jetisý            | 56 | 33 | 16 | 8 | 9  | 45 | 25 | +20 |
|                       | 6.   | Qaisar            | 42 | 33 | 12 | 6 | 15 | 37 | 43 | -6  |
|                       | 7.   | Oqjetpes          | 40 | 33 | 11 | 7 | 15 | 44 | 49 | -5  |
|                       | 8.   | Ertis             | 37 | 33 | 11 | 4 | 18 | 30 | 45 | -15 |
|                       | 9.   | Shahter Qaraǵandy | 35 | 33 | 9  | 8 | 16 | 40 | 47 | -7  |
|                       | 10.  | Taraz             | 29 | 33 | 7  | 8 | 18 | 28 | 60 | -32 |
|                       | 11.  | Atyrau            | 26 | 33 | 6  | 8 | 19 | 25 | 58 | -33 |
|                       | 12.  | Aqtöbe (-12)      | 15 | 33 | 7  | 6 | 20 | 35 | 75 | -40 |

Legenda:
      Campione del Kazakistan e ammessa alla UEFA Champions League 2020-2021
      Ammesse alla UEFA Europa League 2020-2021
 Ammessa allo spareggio promozione-retrocessione
      Retrocesse in Birinşi Lïga 2020
Note:
L'Aqtobe ha scontato 12 punti di penalizzazione.
Note:
Tre punti a vittoria, uno a pareggio, zero a sconfitta.

## Risultati

### Tabellone
|                  | Aqt     | Ast     | Atı     | Ert     | Jet     | Oqj     | Ord     | Qýr     | Qýs     | Şax     | Tar     | Tob     |
| ---------------- | ------- | ------- | ------- | ------- | ------- | ------- | ------- | ------- | ------- | ------- | ------- | ------- |
| Aqtöbe           | ––––    | 2-3     | 2-0 3-2 | 2-1 1-1 | 1-2     | 0-2 1-2 | 0-3     | 1-3     | 1-3     | 2-2 3-2 | 2-3 2-2 | 0-1     |
| Astana           | 4-1 5-0 | ––––    | 3-1     | 0-1 0-2 | 1-0     | 2-1     | 2-1     | 0-2 3-1 | 4-1 3-0 | 1-2 2-1 | 4-0 5-0 | 2-1     |
| Atıraw           | 1-1     | 0-3 1-4 | ––––    | 1-3 0-3 | 2-1 0-3 | 1-2 2-2 | 1-0 1-3 | 2-1     | 1-3     | 0-0     | 1-1     | 0-1     |
| Ertis            | 0-1     | 0-4     | 1-0     | ––––    | 0-3     | 2-1     | 0-2     | 0-2 5-0 | 0-1 2-1 | 0-0 4-2 | 2-0 1-0 | 0-2 0-0 |
| Jetisw           | 1-1 5-0 | 0-2 2-1 | 0-0     | 4-0 2-1 | ––––    | 5-1     | 1-1 0-1 | 3-0     | 1-0     | 2-0 3-2 | 1-0 0-0 | 0-1     |
| Oqjetpes         | 4-0     | 1-1 0-1 | 3-0     | 1-0     | 0-1 1-1 | ––––    | 0-0 0-4 | 1-2     | 1-2     | 2-2     | 3-1 2-3 | 1-2     |
| Ordabası         | 1-0 4-1 | 3-2 1-1 | 1-1     | 1-0 2-0 | 1-0     | 3-0     | ––––    | 0-0     | 1-2 0-2 | 3-0 3-2 | 3-0     | 0-0     |
| Qaýrat           | 3-0 6-0 | 0-1     | 2-0 2-1 | 2-1     | 0-0 4-1 | 4-1 0-1 | 0-1 4-1 | ––––    | 5-1     | 2-1     | 2-0     | 0-1 2-0 |
| Qaýsar           | 0-1 1-3 | 0-0     | 0-1     | 2-0     | 0-1 0-2 | 0-1 1-1 | 0-0     | 2-1 0-1 | ––––    | 2-2     | 1-1     | 5-1 1-1 |
| Şaxter Qarağandı | 3-0     | 1-0     | 1-1 0-1 | 4-0     | 2-0     | 1-0 2-2 | 1-2     | 1-2 0-4 | 0-1 3-0 | ––––    | 1-0     | 0-1     |
| Taraz            | 1-1     | 2-0     | 2-0 2-2 | 0-0     | 2-0     | 2-6     | 1-0     | 0-1 0-2 | 1-2 2-1 | 1-2 0-0 | ––––    | 0-1 0-5 |
| Tobıl            | 2-1     | 0-2 0-1 | 3-0 2-0 | 3-0     | 0-0     | 2-0 1-0 | 1-1 1-2 | 3-5     | 0-2     | 2-0     | 4-1     | ––––    |

## Spareggio promozione/retrocessione
|         | Risultati |         | Luogo e data            |
| ------- | --------- | ------- | ----------------------- |
| Aqjaıyq | 0 - 0     | Taraz   | Oral, 15 novembre 2019  |
| Taraz   | 3 - 1     | Aqjaıyq | Taraz, 18 novembre 2019 |

## Statistiche

### Individuali

#### Classifica marcatori
Fonte:
| Gol |  |  | Giocatore          | Squadra          |
| --- |  |  | ------------------ | ---------------- |
| 19  |  |  | Marin Tomasov      | Astana           |
| 19  |  |  | Aderinsola Eseola  | Qaýrat           |
| 16  |  |  | Abat Aýımbetov     | Aqtöbe           |
| 16  |  |  | Márton Eppel       | Qaýrat           |
| 15  |  |  | João Paulo         | Ordabası         |
| 12  |  |  | Tigran Barseghyan  | Qaýsar           |
| 10  |  |  | Azat Nurğalïyev    | Tobıl            |
| 9   |  |  | Martin Tošev       | Jetisw           |
| 9   |  |  | Kule Mbombo        | Qaýsar           |
| 8   |  |  | Toqtar Janğılışbaý | Ordabası         |
| 8   |  |  | Ivan Pešić         | Şaxter Qaraǧandy |
| 8   |  |  | Sergei Zenjov      | Şaxter Qaraǧandy |
| 8   |  |  | Elguja Lobjanidze  | Taraz            |
| 8   |  |  | Serge Nyuiadzi     | Taraz            |
| 8   |  |  | Senin Sebai        | Tobıl            |
| 8   |  |  | Bawırjan Turısbek  | Tobıl            |